# Liste der Biografien/De T
Liste der Biografien |
Portal Biografien |
T Personensuche
# |
A |
B |
C |
D |
E |
F |
G |
H |
I |
J |
K |
L |
M |
N |
O |
P |
Q |
R |
S |
T |
U |
V |
W |
X |
Y |
Z |
?
 
Da |
Db |
Dc |
Dd |
De |
Dg |
Dh |
Di |
Dj |
Dk |
Dl |
Dm |
Dn |
Do |
Dq |
Dr |
Ds |
Du |
Dv |
Dw |
Dy |
Dz
 
De A |
De B |
De C |
De D |
De E |
De F |
De G |
De H |
De J |
De K |
De L |
De M |
De N |
De P |
De Q |
De R |
De S |
De T |
De V |
De W |
De Y |
De Z 

Dea |
Deb |
Dec |
Ded |
Dee |
Def |
Deg |
Deh |
Dei |
Dej |
Dek |
Del |
Dem |
Den |
Deo |
Dep |
Deq |
Der |
Des |
Det |
Deu |
Dev |
Dew |
Dex |
Dey |
Dez
Die Liste der Biografien führt alle Personen auf, die in der deutschsprachigen Wikipedia einen Artikel haben. Dieses ist eine Teilliste mit 16 Einträgen von Personen, deren Namen mit den Buchstaben „De T“ beginnt.

## De T

### De Ta
- de Tambèla, Apollinaire (* 1955), burkinischer Politiker

### De Th
- De Thier, Jacques (1900–1996), belgischer Diplomat

### De To
- De Toledo, Zoe (* 1987), britische Ruderin
- De Toni, Manuel (* 1979), italienischer Eishockeyspieler
- De Tornaco, Charles (1927–1953), belgischer Autorennfahrer
- De Tornaco, Raymond (1886–1960), belgischer Autorennfahrer
- De Tornaco, Victor (1805–1875), luxemburgischer Politiker
- De Toth, André (1913–2002), US-amerikanischer RegisseurAndré De Toth (1913–2002)

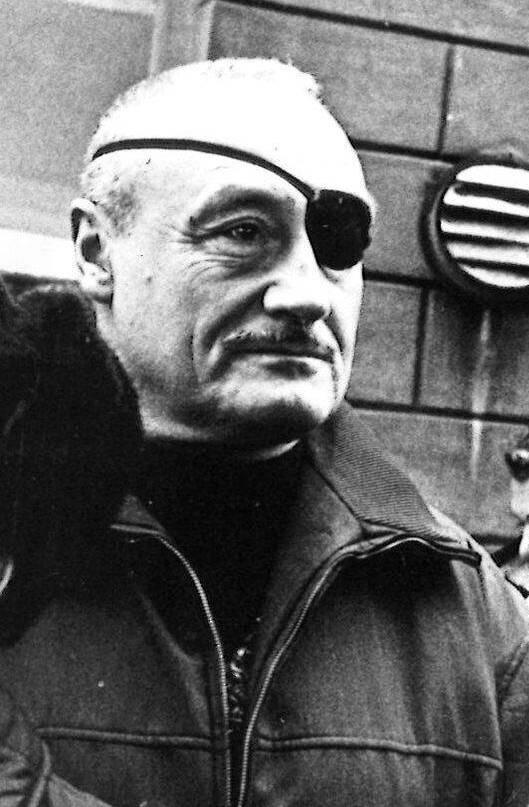
André De Toth (1913–2002)

- De Toth, Nicolas (* 1960), amerikanischer Filmeditor

### De Tr
- De Treaux, Tamara (1959–1990), US-amerikanische Schauspielerin
- de Treville, Richard (1801–1875), US-amerikanischer Politiker
- De Troyer, Kristin (* 1963), belgische Alttestamentlerin und Hochschullehrerin

### De Tu
- De Turberville, Gilbert, englischer Adliger
- De Turberville, Payn, englischer Adliger
- De Turberville, Richard (Adliger, † vor 1303), englischer Adliger
- De Turberville, Richard (Adliger, um 1320), englischer Adliger